# Det ska va gôtt å leva
Det ska va gôtt å leva är en konserthusturné med Galenskaparna och After Shave som turnerade i Sveriges konserthus 2003 och 2004.
I showen Det ska va gôtt å leva presenterade Galenskaparna och After Shave sina bästa låtar i helt nya arrangemang. Den här gången integrerades "Den ofattbara orkestern" i de olika symfoniorkestrar man gästade.
Det hela började med en konsert i Stockholms Konserthus i april 2003. Claes Eriksson hälsade publiken välkommen och talade om hur man återanvänt gamla låtar till en ny föreställning, "en hög repriser till högre priser". Showen blev mycket uppskattad och man bestämde sig för att göra flera föreställningar. Det blev fjorton föreställningar med olika symfoniorkestrar runt om i landet. Man gjorde även en version med storbandsarrangemang, bland annat en konsert i Tranås med Tranås Big Band.
Det mesta var skrivet av Claes Eriksson. Han skrev även några nya monologer. Föreställningen gjorde succé i staden Linköping.

## Turnéplan
- 28 september–2 oktober – Göteborg, Konserthuset
- 13–14 oktober – Malmö, Konserthuset
- 16 oktober – Gävle, Konserthuset
- 28–29 oktober – Norrköping, Louis De Geerhallen
- 30 oktober – Linköping, Crusellhallen

## Program
Avdelning 1:
- Början - Cyklar -After shave, Kerstin, Anders
- Invigning - Resan som blev av -Claes
- Tvärsnitt: Fyra Latinos / Bragdmamma - Alla ska bada / Stinsen brinner
- Tvätt / Pappa, jag vill ha en italienare - Alla ska bada / Stinsen brinner
- Bara Sport - Skruven är lös - After shave, Kerstin, Anders
- Välkomna-Claes
- Information - Allt möjligt -After shave, Kerstin
- Skinnskallen - Allt möjligt - Anders
- Under en filt i Madrid - Cyklar -Claes
- The Lady Shave Show: Spela spelet / Jag vill bli din flickvän - Kasinofeber Anders, After shave
- Reklamavbrott - Allt möjligt -Kerstin
- Några ord på vägen ur bland annat En himla många program och Grisen i säcken -Claes
- 'Den blomstertid nu kommer - spelad på trattfiol av Claes Eriksson Claes
- Turderland - En himla många program After shave, galenskaparna

 Avdelning 2:
- Denna politiska val - Skruven är lös, Galenskaparna, After shave
- Stort - Alla ska bada -Claes
- Gud - Alla ska bada -Knut
- I Guds fina natur - Nått nytt? -Per
- Kväll i en svensk idyll - Leif, After shave, Anders, Kerstin
- Några ord på en annan väg -Claes
- Tvärsnitt: Det är vattenpumpen, Gerd / Har du gått din sista mil? - Macken
- Min bilreparatör / I ditt bagage / Egentligen / Husvagn - Macken
- Konfirmationspresenten / Macken - Macken -After shave, Kerstin, Anders
- Firmafesten med Roy och Roger -Anders, Jan
- Gôtt å leva - Macken, Del 7 - filmen -alla